# Vilo moja
Vilo moja hrvatska je pjesma koju je skladao Ivica Badurina na stihove Vlaste Juretić, praizvedena je na festivalu Melodije Istre i Kvarnera 1997. godine, tada su je pjevali Vinko Coce i klapa Krk. Vinko Coce je dobio nagradu Zlatni mikrofon za najbolju interpretaciju. Te je godine konkurencija bila jaka, nagradu publike dobila je Radojka Šverko za "Plače stara lesa".
U listopadu 2018. na stranicama agencije Scardona objavljen je dulji promotivni tekst u povodu koncerta, iz koga citiramo nekoliko relevantnih rečenica:
Iako je veći dio sadržaja promotivnog tekst korektno napisan, valja spomenuti dvije netočnosti:
- Ako je pjesma praizvedena 1997. godine, zasigurno nije napisana 1998. godine.
- Autorica stihova je Vlasta, ali ne Jurić nego Juretić.[5][6]

## Diskografija, izvedbe
Uspješnice se često snimaju i obrađuju, nemoguće je ovdje navesti sva izdanja. Kako se gore navodi, izvedba klape Crikvenica je vrlo popularna, tome pretpostavljamo najviše pridonosi specifična boja glasa vodećeg muškog vokala. Izvedba Vinka Coce i klape Tragos je na YouTubeu od 2008. do rujna 2019. dobila preko 4 milijuna pregleda.
Dobro je poznato da Japanci vole naše arije, tj. U boj, u boj, mač iz toka braćo. Kinezi izgleda vole "Vilo moja".
2Cellos, violončelisti Luka Šulić i Stjepan Hauser izveli su na koncertu 2016. na Trgu kralja Tomislava u Zagrebu instrumentalnu inačice pjesme u obliku miksa, tj. spojili su "Vilo moja" i Ne dirajte mi ravnicu u praktično jednu pjesmu.
Klapa Krk je pjesmu Vilo moja u obradi Ivice Frlete stavila na svoj CD Lipoto moja, a potom ju izvela u Kaštelima. 2006. godine je Vilo moja zapjevala Klapa Crikvenica od Poljuda do Porina te ju prenosi širom Hrvatske i dalje. Do danas je za pjesmu Vilo moja obrade napravilo niz autora, na repertoaru je mnogih izvođača, pretežito klapa, a neke od izvedbi su:
- Vilo moja – VINKO COCE i KLAPA KRK
- Vilo moja – KLAPA CRIKVENICA
- Vilo moja – VINKO COCE I KLAPA TRAGOS
- Vilo moja – KLAPA FJAKA
- Vilo moja – KLAPA KUMPANJI
- Vilo moja – KLAPA SVETI JURA
- Vilo moja – VINKO COCE I KLAPA NEVERIN
- Vilo moja – KLAPA SINJ
- Vilo moja – TOMISLAV BRALIĆ I KLAPA INTRADE
- Vilo moja – DUJE STANIŠIĆ
- Vilo moja – KLAPA MALI GRAD KAMNIK
- Vilo moja – KLAPA RAGUSA
- Vilo moja - SLAVONSKI DUKATI I VINKO COCE
- Vilo moja – IZVOR ĐAKOVO
- Vilo moja – KLAPA KOGUL
- Vilo moja – KLAPA MIRAKUL
- Vilo moja – TAMBURAŠKI ORKESTAR VARTEKS
- Vilo moja – KLAPA CRIKVENICA FDK 205
- Vilo moja – KLAPA KRŠ
- Vilo moja – VOKALISTI LADA
- Vilo moja – ZVONA STARINE
- Vilo moja – ZG TAMBURAŠI
- Vilo moja – KLAPA GALEŠNIK
- Vilo moja – KLAPA ARENA
- Vilo moja – KLAPA ČIKAT
- Vilo moja – KLAPA VRIME
- Vilo moja – GAŠO BAND
- Vilo moja – SLAVONIA BAND
- Vilo moja – KLAPA ŠUŠUR
- Vilo moja – KLAPA KAL
- Vilo moja – KLAPA BJELOVAR
- Vilo moja – KLAPA SLAVONICA
- Vilo moja – KLAPA BA
- Vilo moja – VOKALNI ANSAMBL KGU DELNICE
- Vilo moja – BOSUTSKI BEĆARI
- Vilo moja – IVO JURIĆ I ORATORIJSKI ZBOR MOSTAR
- Vilo moja – KLAPA SUBRENUM
- Vilo moja – KLAPA PANON
- Vilo moja – BOSNA I KLAPA BA
- Vilo moja – Mila Soldatić I TO HRT
- Vilo moja – KLAPA PINQUENTUM I KLAPA LUKA
- Vilo moja – MANDOLINISTI KUD-a KOLAJNA
- Vilo moja – VG BAND
- Vilo moja – RONDO HISTRIAE

Ovime broj izvođača nije iscrpljen, ali je jasno naznačena mjera popularnosti ove lijepe pjesme.

## Vanjske poveznice
- https://www.youtube.com/watch?v=gu-ZB5Xam4s - - klapa Crikvenica, 2005., postavljeno na servis YouTube 24. rujna 2019. godine[9]
- https://youtube.com/l-g4A8ojeps%5Bneaktivna+poveznica%5D - klapa Crikvenica, Poljud 2006., postavljeno na servis YouTube 24. veljače 2017.[10]
- https://www.youtube.com/watch?v=F0HumjR-guQ - Vinko Coce i klapa Tragos, 2008.
- https://www.youtube.com/watch?v=DmTCP0PZMfg - 2Cellos, 2016. godine
- https://www.scardona.hr/vilo-moja/ - Kompilacija "Vilo moja", Scardona, 2014.

Napomena: YouTube poveznice navedene su kronološki po godini izvođenja.